# Betula microphylla
Betula microphylla là một loài thực vật có hoa trong họ Betulaceae. Loài này được Bunge mô tả khoa học đầu tiên năm 1835.

## Hình ảnh

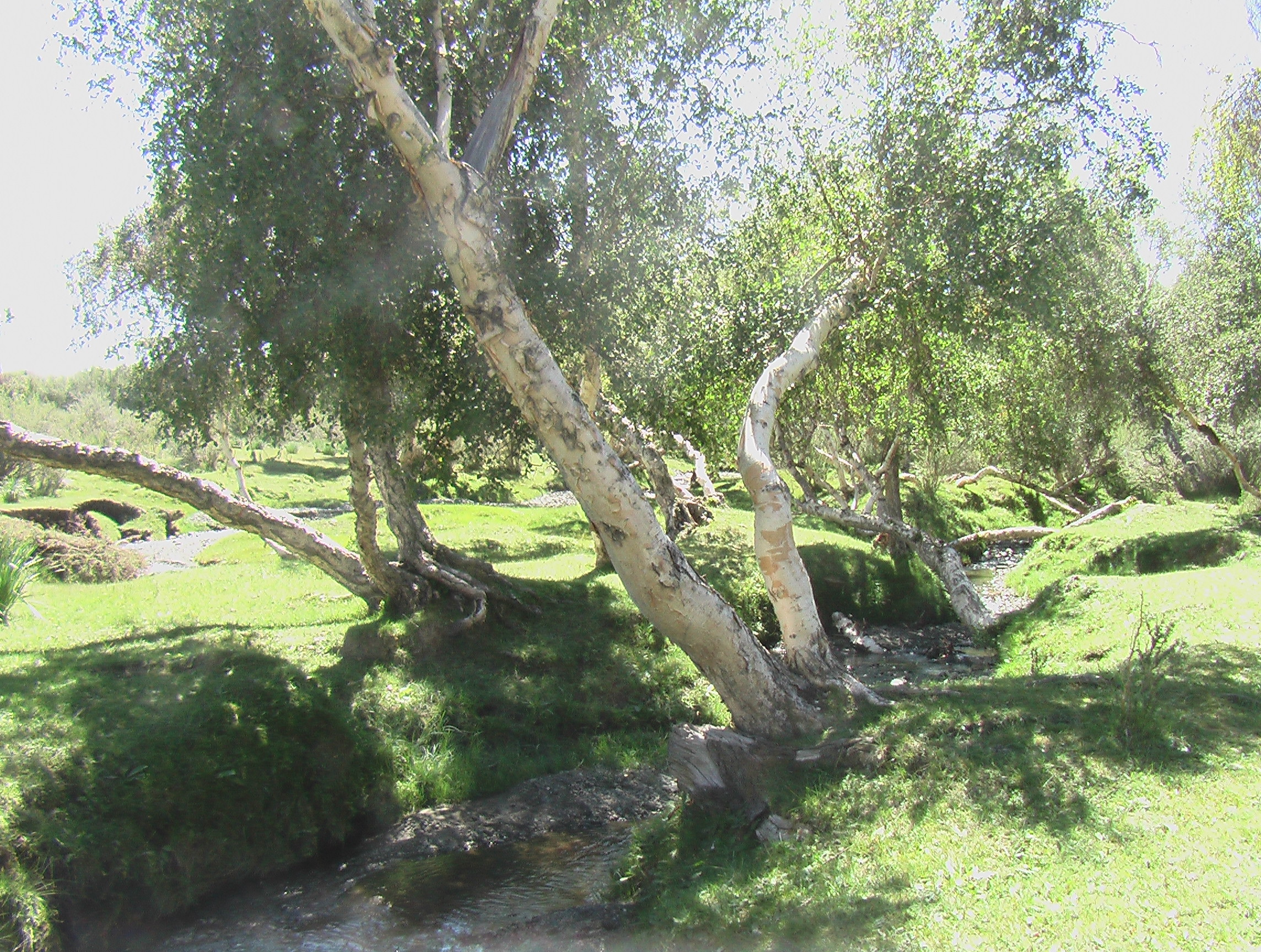
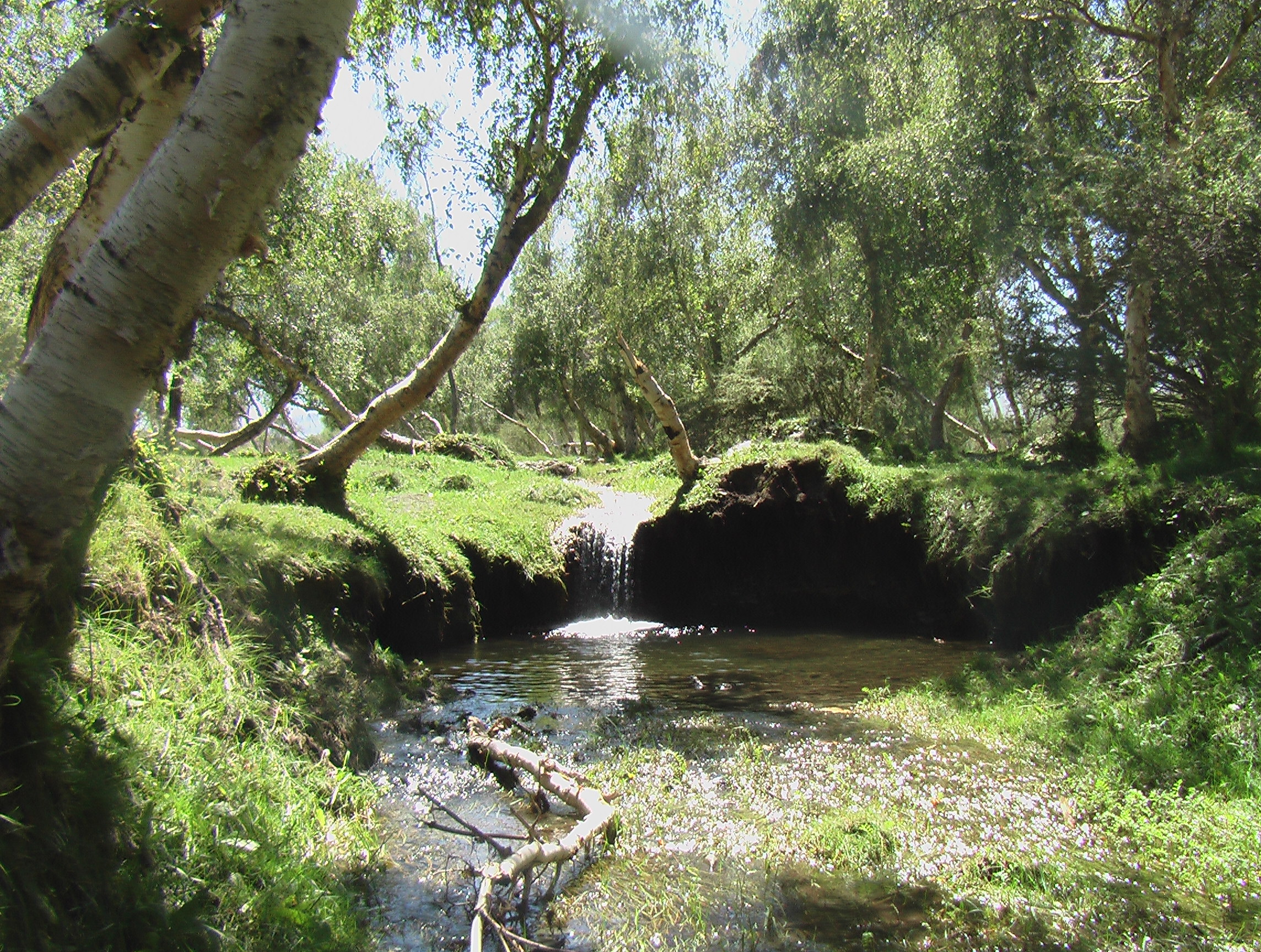
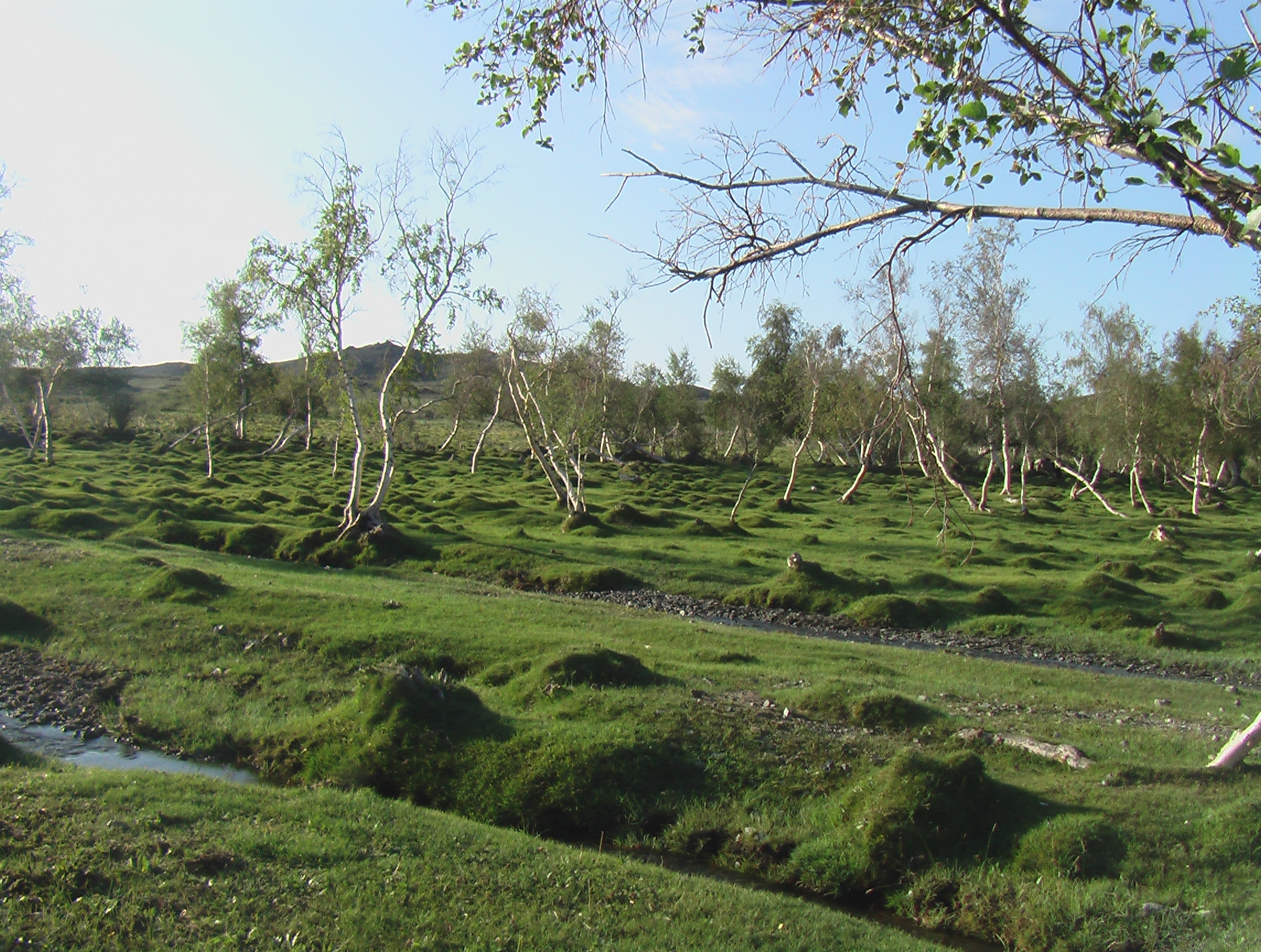
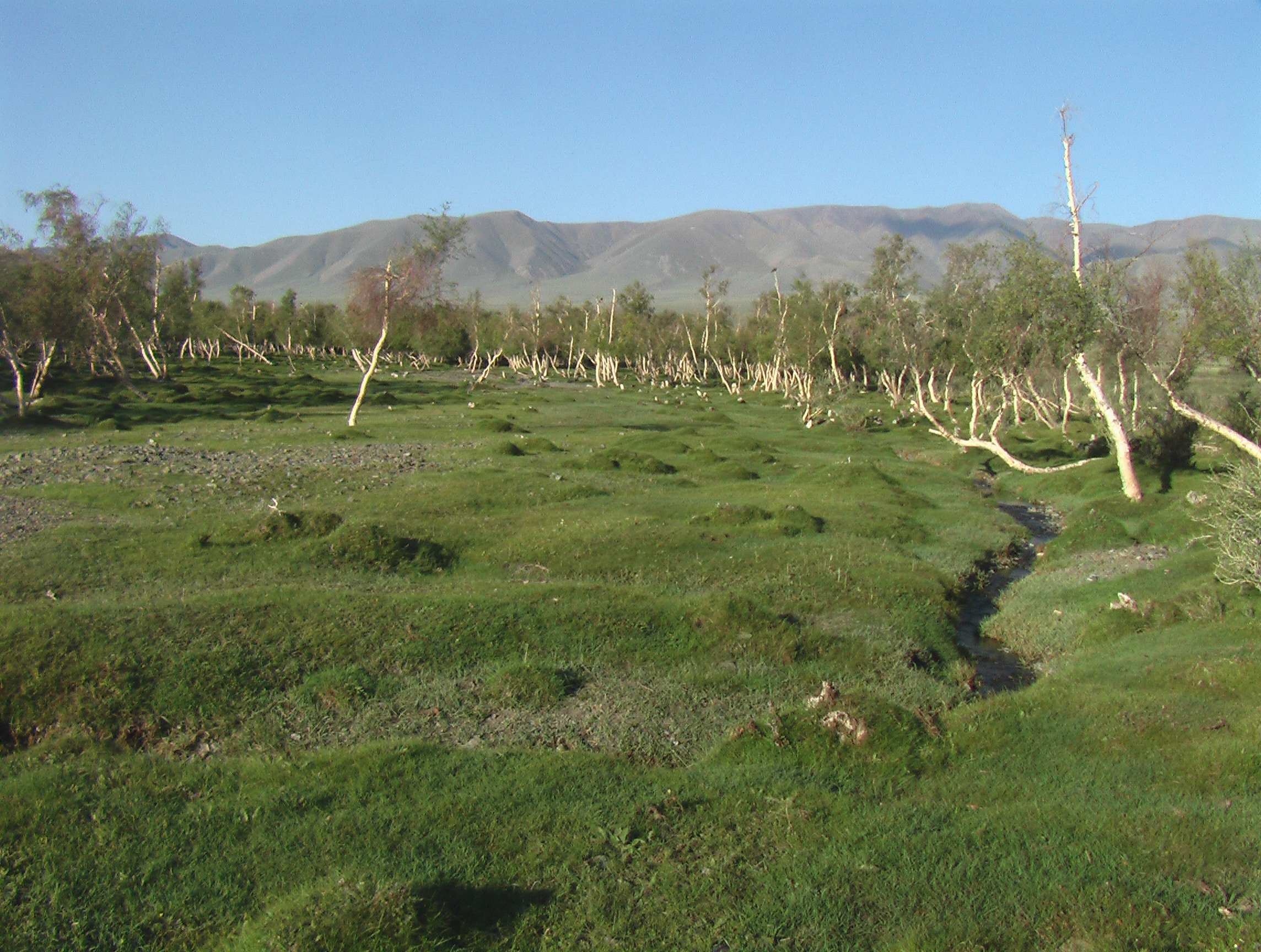